# Битва при Гарильяно (915)
Битва при Гарильяно — сражение, состоявшееся в 915 году между христианскими войсками и сарацинами. Во главе христиан встал лично папа римский Иоанн X. Цель сражения состояла в том, чтобы уничтожить арабскую крепость на реке Гарильяно, которая угрожала центральной Италии и окраинам Рима в течение почти 30 лет.

## Предыстория
После серии разорительных рейдов на крупные поселения Лацио во второй половине IX века сарацины образовали колонию рядом с древним городом Минтурно недалеко от реки Гарильяно. Здесь они даже заключали союзы с соседними христианскими князьями (в частности, герцогом Гаэты), пользуясь раздорами между ними.
Тем не менее, папа римский Иоанн X сумел сформировать из местных князей альянс с целью вытеснить сарацин из центральной Италии. В единую христианскую армию также вошли отряды нескольких южно-итальянских князьями ломбардского или греческого происхождения, в том числе Гвемара II Салернского, Иоанна I Гаэтского и его сына Доцибилиса, Григория IV Неаполитанского и его сына Иоанна, Ландульфа I Беневентского и Капуанского. Король Италии Беренгар I отправил папе римскому в помощь отряды из Сполето и Марке во главе с Альбериком I, герцогом Сполето и Камерино. Византийская империя также участвовала в кампании, выделив сильный контингент из Калабрии и Апулии во главе со стратегом Бари Никколо Пичингли. Сам Иоанн X руководил ополчением из Лацио, Тосканы и Рима.

## Битва
Первое столкновение произошло в северном Лацио, где христиане разгромили несколько мелких групп арабских рейдеров. Далее они одержали ещё две значимые победы в Кампо-Баккано, на Кассиевой дороге, и в районе Тиволи и Виковаро. После этих поражений сарацины, осаждавшие Нарни и другие крепости, отошли в главную крепость (кайруан) на реке Гарильяно. Осада крепости длилась три месяца, с июня по август.
Будучи вытесненными из укрепленного лагеря, сарацины отступили на близлежащие холмы. Здесь они отбивали многочисленные атаки христианских сил, которые проводили Альберих и Ландульф. Сарацины, лишенные пищи и признавшие свое положение безнадежным, в августе попытались прорваться к берегу и эвакуироваться на Сицилию. Согласно летописям, прорыв не удался: сарацины были захвачены и казнены.

## Последствия
Беренгар I за помощь в кампании был награждён папской поддержкой и, в конечном счете, императорской короной, а престиж Альбериха после победоносной битвы позволили ему сыграть значимую роль в будущей истории Рима. Иоанн I Гаэский смог расширить владения своего герцогства до реки Гарильяно и получил титул патриция Византии.
После этой победы византийцы, составлявшие основу христианского войска, стали доминирующей державой в южной Италии.